# El Armadillo, San Miguel Quetzaltepec
El Armadillo är en ort i Mexiko.   Den ligger i kommunen San Miguel Quetzaltepec och delstaten Oaxaca, i den sydöstra delen av landet, 400 km sydost om huvudstaden Mexico City. El Armadillo ligger 1 164 meter över havet och antalet invånare är 157.
Terrängen runt El Armadillo är kuperad åt nordost, men åt sydväst är den bergig. Terrängen runt El Armadillo sluttar norrut. Runt El Armadillo är det ganska glesbefolkat, med 31 invånare per kvadratkilometer. Närmaste större samhälle är San Miguel Quetzaltepec, 0,84 km sydväst om El Armadillo. I omgivningarna runt El Armadillo växer i huvudsak städsegrön lövskog.